# Pseudatemelia chalcocrates
Pseudatemelia chalcocrates is een vlinder uit de familie zaksikkelmotten (Lypusidae). De wetenschappelijke naam is voor het eerst geldig gepubliceerd in 1930 door Meyrick.
De soort komt voor in Europa.